# 平田内蔵吉
平田 内蔵吉（ひらた くらきち、1901年 - 1945年）は、日本の医学者(民間療法家)、詩人。兵庫県赤穂市出身。弟の平田晋策は『新戦艦高千穂』などの作品がある戦争小説家。長男の平田穂生はシナリオライター。孫の平田オリザは劇作家である。

## 略歴
- 1901年4月26日、薬種商であった平田寛治（4代目夫平）[1]・静（しず）夫妻の長男として赤穂市加里屋に誕生。平田家は、江戸期赤穂藩森家の時代に龍野から移ってきた薬種商で、赤穂市加里屋にある名所「息継ぎ井戸」の西にあった[2]。父・寛治（4代目夫平）は家業の傍ら、詩歌・茶道・書などを好んだ他、1888年に開業した赤穂銀行の頭取も務めた[2]。
- 内蔵吉という名は、赤穂藩の筆頭家老で四十七士を率いた大石内蔵助良雄に由来[3]。
- 1914年、旧制・兵庫県立龍野中学校に入学。1919年に卒業し、医師を志して鹿児島の旧制・第七高等学校造士館理科乙類に入学[4]。折りしもその年、世界的大流行（パンデミック）となったスペイン風邪で父・寛治と長姉・町子を亡くす[3]。
- 1922年、京都帝国大学医学部に入学。その後、京都帝国大学文学部哲学科に転籍して卒業し、旧制・京都府立医科大学（本科）に入学[3]。在学中に義母が胆石症を患ったが、加藤幾太郎の無痕灸（温熱瞬間療法）を受け約2週間で全治したことで鍼灸の道へ進む。
- 1927年 加藤幾太郎の大日本温熱療法研究所に入所。
- 1930年 独自の温熱療法である平田式心理療法（熱針術）を提唱し、後にヘンリー・ヘッドが提唱したヘッド帯を発展させ、古来の東洋医学の経絡、経穴の比較検討により「平田式体表十二反応帯」（平田氏帯）を提唱する。
- 1936年 肥田春充と出会い、肥田式強健術を学び、新たな操練法（経絡式中心操練法）を考案した。そして肥田と共同で経絡式中心操練法を「国民体育」として発表した。
- 1944年 8月応召。1945年、沖縄県大里村にて戦死。

その他、民間療法の他に、坐の哲学と日本精神の真髄を追究したり、吉凶判断も研究したりしていた。平田は、自らが創始した療法体系を「皇方医学」（皇法医学）と名付けた。平田に学んだ奥山龍峰 (初代)が開いた八光流柔術に「皇方医学」（皇法医学）や吉凶判断は受け継がれたが、八光流の皇方医学は、指圧を中心に、整骨法、体操（護身体操、脊椎運動法）などのみで、平田の皇方医学の全てを伝えていない。

## 主な著作
- 民間治療全集
- 『大君の詩』山雅房、1939
- 『考へる人』山雅房、1939
- 『美はしの苑』山雅房、1940